# Willey (Iowa)
Pour les articles homonymes, voir Willey.
Willey est une ville du comté de Carroll, en Iowa, aux États-Unis. Elle est incorporée le 29 février 1912. 

## Source de la traduction
- (en) Cet article est partiellement ou en totalité issu de l’article de Wikipédia en anglais intitulé « Willey, Iowa » (voir la liste des auteurs).